# 옌스 오토 크라그
옌스 오토 크라그(덴마크어: Jens Otto Krag, 1914년 9월 15일~1978년 6월 22일)는 덴마크의 정치인이다. 1962년 9월 3일부터 1968년 2월 2일까지, 1971년 10월 11일부터 1972년 10월 5일까지 제40대, 제42대 덴마크의 총리를 역임했다.
1930년 사회민주당에 입당했으며 1962년부터 1972년까지 사회민주당 대표를 역임했다. 1930년대에는 코펜하겐으로 이주했고 코펜하겐 대학교에서 경제학을 전공했다. 덴마크 통상부 장관(1947년 11월 13일~1950년 9월 16일), 덴마크 무임소장관(1953년 9월 30일~1953년 10월 31일), 덴마크 경제노동부 장관(1953년 10월 31일~1957년 5월 28일), 덴마크 외교재무부 장관(1957년 5월 28일~1958년 10월 8일), 덴마크 외무부 장관(1958년 10월 8일~1962년 9월 3일, 1966년 11월 20일~1967년 10월 1일)을 역임했으며 1971년에는 북유럽 이사회 의장을 역임했다.